# JB (rapper)
JB, pseudonimo di Jafar Ahmed Sadik (Rinkeby, 4 gennaio 1996), è un rapper svedese.

## Biografia
Guantanamo (2021), secondo album in studio del rapper, ha scalato la Sverigetopplistan fino alla 7ª posizione. Nel luglio 2022 viene reso disponibile il terzo LP AHSP DEL 2, disco con cui ottiene il suo secondo ingresso nella classifica svedese.
A circa due anni di distanza JB ha fatto ritorno sulle scene musicali col quarto progetto in studio, dal titolo Försöker hitta hem; si tratta del suo secondo ingresso nella top ten svedese.

## Discografia

### Album in studio
- 2018 – Ghettokända
- 2021 – Guantanamo
- 2022 – AHSP DEL 2
- 2024 – Försöker hitta hem

### Singoli
- 2014 – Smutsiga gator
- 2015 – Money on My Mind
- 2017 – En dag efter denna (con TMA e Willow)
- 2017 – Cashmaskiner (feat. Rigo & A-Keyy)
- 2020 – Pistol Whip
- 2021 – Trilogin
- 2021 – Fortsätta gå (con Willow e TMA)
- 2021 – Rea
- 2021 – Problem (con Sinan)
- 2021 – Greatest of All Time (Freeslaktish)
- 2022 – Hood Party (con Montana e Adis)
- 2022 – Allting har sitt pris
- 2022 – Top Boy (Brottsbenägen)
- 2022 – BNY & CLD (con Naiia)
- 2022 – Special One
- 2022 – Rider (con Alex Ceesay)
- 2022 – Solvalla
- 2023 – Annorlunda
- 2023 – Föll för din charm (con Imenella)
- 2023 – Ambitions of a Rider (con Yasin)
- 2023 – I Had a Dream
- 2024 – Hitta hem
- 2024 – 5 lurar (Helt sommrade) (con E4an)